# Paracocculina laevis
Paracocculina laevis is een slakkensoort uit de familie van de Cocculinidae. De wetenschappelijke naam van de soort is voor het eerst geldig gepubliceerd in 1903 door Thiele.